# Orcombe Point
Orcombe Point ist eine Landspitze nahe Exmouth an der Südküste von England in der Grafschaft Devon. Sie trennt das breite Ästuar des Exe im Westen von der Sandy Bay im Osten.
Die Steilküste des Ärmelkanals in Ost-Devon und Dorset gehört zu den Naturwundern der Welt. Von Orcombe Point bis zu Old Harry Rocks erstreckt sich ein 155 Kilometer langer Küstenstreifen, der als erste Landschaft in England von der UNESCO zum Weltnaturerbe erklärt wurde.
Orcombe Point ist hierbei der Ausgangspunkt des „walk through time“, eines Wanderweges, welcher der gesamten Jurassic Coast folgt. Dort befindet sich die Geoneedle, eine Art Pfeiler in Pyramidenform, in dessen Oberfläche ausgewählte Proben verschiedener Gesteine der Jurassic Coast eingearbeitet sind. Die „Geo-Nadel“ wurde anlässlich der Feierlichkeiten zum Weltnaturerbe am 3. Oktober 2002 von Prinz Charles enthüllt.
Die Gesteinsschichten der Jurassic Coast sind leicht nach Osten verkippt. Die geologisch ältesten Gesteine befinden sich daher im westlichsten Abschnitt dieses Küstengeotops. Nach Osten hin nimmt das mittlere Alter der Gesteine sukzessive ab. Die natürlichen Aufschlüsse entlang der Küste bilden eine weitgehend kontinuierliche Abfolge, die von Ablagerungen der Trias, über die des Jura bis hin zu jenen der Kreidezeit reicht und einen erdgeschichtlichen Zeitraum von insgesamt etwa 185 Millionen Jahren repräsentiert. Der Ablagerungsraum, der die Sedimentserien der Jurassic Coast seinerzeit aufnahm, ist das sogenannte Wessex Becken.
Die roten Felsen an der Steilküste bei Orcombe Point bestehen aus Schichten, die lithostratigraphisch als „Exmouth Mudstone and Sandstone Formation“ (in etwa übersetzbar mit „Exmouth-Ton-und-Sandstein-Formation“) bezeichnet werden, und die wiederum zur „Aylesbeare Mudstone Group“ („Alyesbeare-Tonstein-Gruppe“) gehören. Die Exmouth-Formation besteht aus rotbraunen siltigen Tonsteinen, in welche Linsen aus rotbraunem Sandstein eingeschaltet sind, die im späten Perm und/oder in der frühen Trias in einer Flussebene unter semiariden bis semihumiden klimatischen Bedingungen abgelagert wurden. Damit ist die Exmouth-Formation sowohl hinsichtlich ihrer Entstehung als auch ihres Alters und ihrer Petrographie eng verwandt mit einigen bedeutenden permischen und triassischen Sedimentserien in Mitteleuropa, z. B. mit der Tambach-Formation des Thüringer Waldes oder dem in Deutschland weit verbreiteten Buntsandstein.
Die Abfolge im Kliff von Orcombe Point ist Teil des Typus-Profils der Exmouth-Formation.

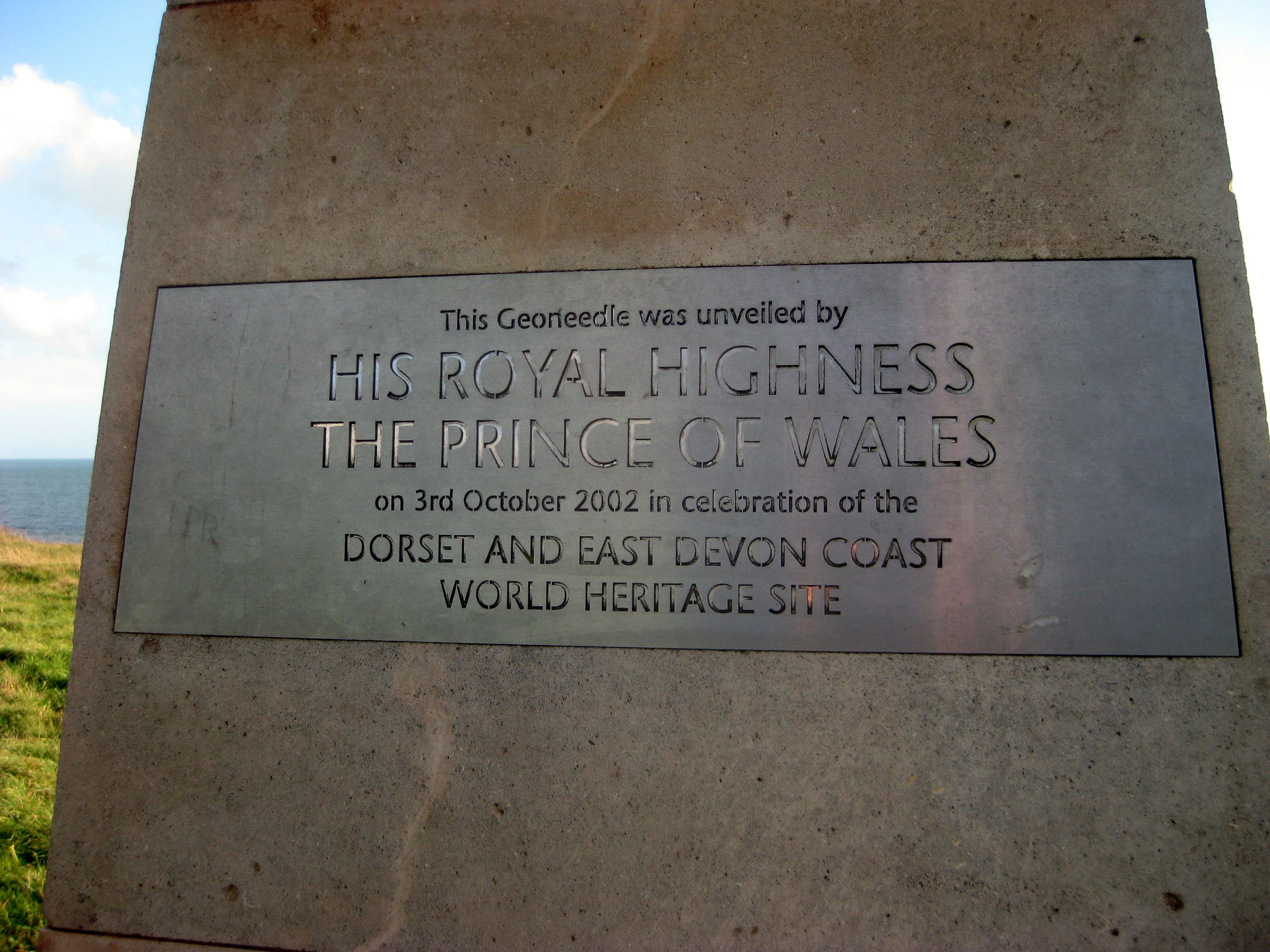
An der Geonadel angebrachte Metallplatte mit Inschrift zur Enthüllung.
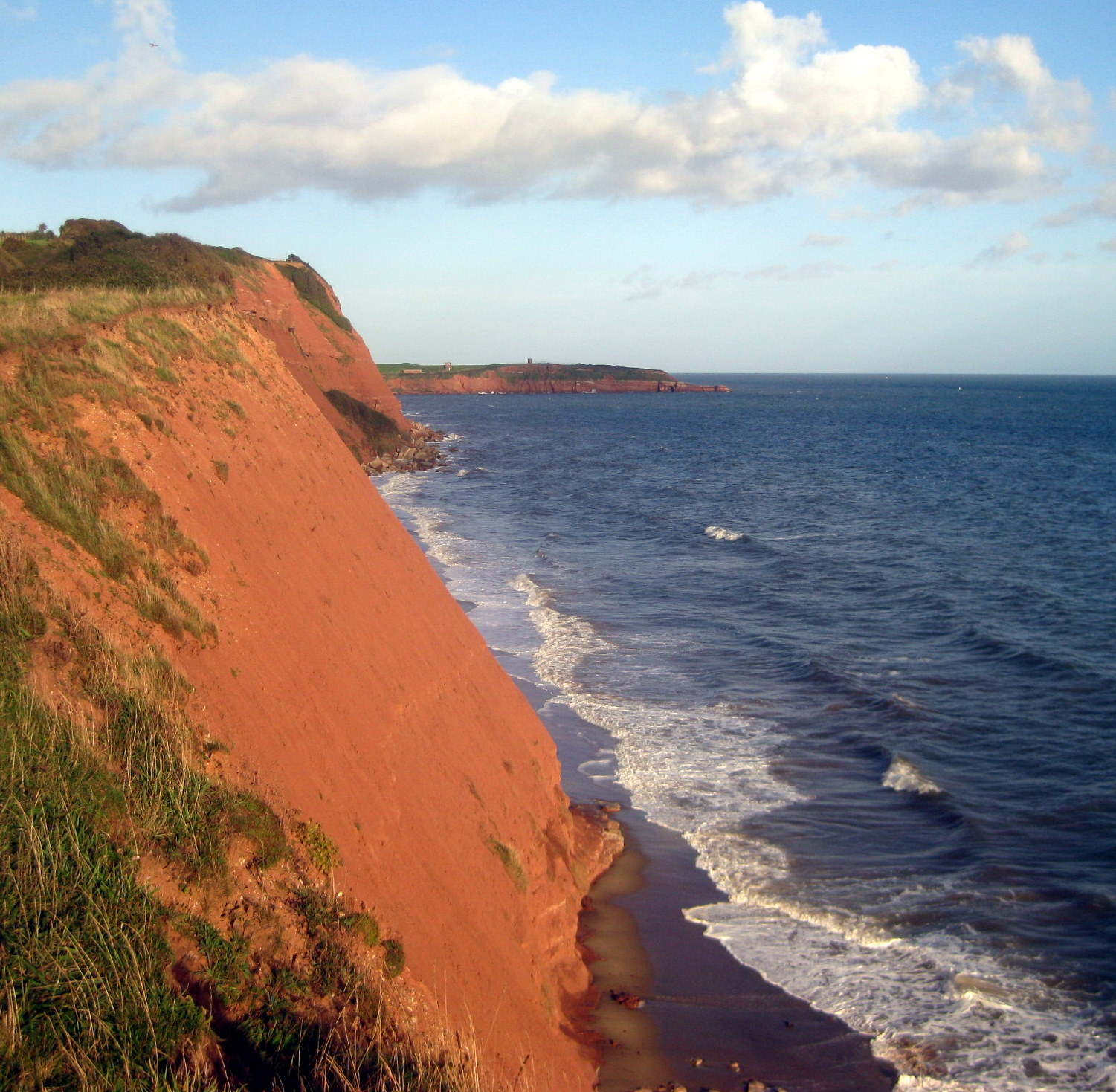
Kliff bei Orcombe Point (die sogenannten Orcombe Rocks) mit Blick nach Osten, über die Sandy Bay zu Straight Point (am Horizont).